# 红粉白珠
红粉白珠（学名：Gaultheria hookeri）为杜鹃花科白珠树属的植物。分布于锡金、缅甸、印度以及中国大陆的云南、西藏、四川等地，生长于海拔2,000米至2,900米的地区，常生于山脊阳处，目前尚未由人工引种栽培。

## 异名
- Gaultheria hookeri C. B. Clarke var. angustifolia C. B. Clarke
- Gaultheria stapfiana Airy Shaw